# Майгуров, Виктор Викторович
Ви́ктор Ви́кторович Ма́йгуров (род. 7 февраля 1969, п. Черёмухово, Североуральский горсовет, Свердловская область) — советский, белорусский и российский биатлонист, двукратный призёр Олимпийских игр, трёхкратный чемпион мира и многократный призёр чемпионатов мира. Заслуженный мастер спорта России. Президент Союза биатлонистов России с 11 июля 2020 года.

## Спортивная карьера
Воспитанник заслуженого тренера РСФСР Павла Береснева. Впервые участвовал на Олимпийских играх в 1994 году, где выступал за команду Белоруссии. Тогда в эстафете он занял четвёртое место. На следующей Олимпиаде 1998 года в Нагано Майгуров выступал уже за сборную России и занял третье место в эстафете, а на Олимпийских играх в Солт-Лейк-Сити 2002 года он выиграл свою единственную личную олимпийскую медаль в индивидуальной гонке. Является первым чемпионом мира в гонке преследования. Лучшим сезоном Майгурова в Кубке мира можно назвать сезон 1995/96, когда он занял второе место в общем зачёте, уступив лишь другому российскому биатлонисту Владимиру Драчёву.

## Административная карьера
В 1994 году приехал в Ханты-Мансийск и был принят на должность спортсмена-инструктора в специализированный центр по биатлону.
В 2001 году окончил Уральский институт коммерции и права (Екатеринбург). По окончании которого получил квалификацию юриста по специальности «Юриспруденция». В мае 2023 года суд признал недействительным диплом Майгурова.
До 2003 года находился на службе в органах МВД России.
С 2003 года — референт Губернатора Ханты-Мансийского автономного округа. В 2004 году Виктору Викторовичу был присвоен квалификационный разряд «Государственный советник автономного округа 2 класса».
С 2005 года по 2008 год — директор Учреждения Ханты-Мансийского автономного округа — Югры «Школа высшего спортивного мастерства-2» по зимним видам спорта.
Являлся членом Общественной палаты города Ханты-Мансийска.
С сентября 2008 года — председатель Комитета по физической культуре и спорту Ханты-Мансийского автономного округа — Югры.
Является Президентом Федерации Ханты-Мансийского автономного округа — Югры по биатлону.
С 31 декабря 2009 года — министр спорта и туризма автономного округа.
В 2010 году выдвинут СБР на пост члена Технического комитета IBU от России.
В августе 2011 года попался на жульничестве и был освобождён от должности директора департамента физической культуры и спорта Ханты-Мансийского автономного округа — Югры. Причиной увольнения стал поддельный диплом о высшем образовании, якобы полученном в г. Омске в Сибирской государственной академии физкультуры. Второе высшее образование Виктор Майгуров получил по сокращенной программе на базе первого — несуществующего. Кроме того на основании первого высшего образования Виктор Майгуров дослужился до капитана милиции, числился как офицер запаса, получая целый ряд социальных льгот.
11 июля 2020 года единогласно избран президентом Союза биатлонистов России на безальтернативной основе.

## Награды
- Медаль ордена «За заслуги перед Отечеством» I степени (5 мая 2003 года) — за большой вклад в развитие физической культуры и спорта, высокие спортивные достижения на Играх XIX Олимпиады 2002 года в Солт-Лейк-Сити[9]
- Медаль ордена «За заслуги перед Отечеством» II степени (27 февраля 1998 года) — за высокие спортивные достижения на XVIII зимних Олимпийских играх 1998 года[10]
- Медаль «За заслуги перед городом» (Ханты-Мансийск, 2007 год)
- Грамота Верховного Совета Белоруссии (25 марта 1994 года) — за достижение высоких спортивных результатов на XVII зимних Олимпийских играх в Лиллехаммере[11]